# 選抜高等学校野球大会 (岐阜県勢)
選抜高等学校野球大会（いわゆる「春の甲子園」「センバツ」）においての岐阜県勢の成績について記す。

## 大会結果

### 選抜中等学校野球大会
| 年度（大会）         | 代表校                   | 試合結果 | 試合結果                 | 備考                 | 成績      |
| -------------------- | ------------------------ | -------- | ------------------------ | -------------------- | --------- |
| 1932年（第9回大会）  | 岐阜商（初出場）         | 2回戦    | ● 0 - 8 松山商（愛媛）   |                      | 2回戦敗退 |
| 1933年（第10回大会） | 岐阜商（2年連続2度目）   | 1回戦    | ○ 6 - 5 静岡中（静岡）   |                      | 優勝      |
| 1933年（第10回大会） | 岐阜商（2年連続2度目）   | 2回戦    | ○ 5 - 3 鳥取一中（鳥取） |                      | 優勝      |
| 1933年（第10回大会） | 岐阜商（2年連続2度目）   | 準々決勝 | ○ 3 - 0 海草中（和歌山） |                      | 優勝      |
| 1933年（第10回大会） | 岐阜商（2年連続2度目）   | 準決勝   | ○ 4 - 0 広島商（広島）   |                      | 優勝      |
| 1933年（第10回大会） | 岐阜商（2年連続2度目）   | 決勝     | ○ 1 - 0 明石中（兵庫）   |                      | 優勝      |
| 1934年（第11回大会） | 岐阜商（3年連続3度目）   | 1回戦    | ○ 4 - 2 呉港中（広島）   |                      | 2回戦敗退 |
| 1934年（第11回大会） | 岐阜商（3年連続3度目）   | 2回戦    | ● 5 - 3 小倉工（福岡）   |                      | 2回戦敗退 |
| 1935年（第12回大会） | 岐阜商（4年連続4度目）   | 2回戦    | ○ 11 - 2 徳島商（徳島）  |                      | 優勝      |
| 1935年（第12回大会） | 岐阜商（4年連続4度目）   | 準々決勝 | ○ 5 - 0 島田商（静岡）   |                      | 優勝      |
| 1935年（第12回大会） | 岐阜商（4年連続4度目）   | 準決勝   | △ 1 - 1 愛知商（愛知）   | 5回裏途中 降雨再試合 | 優勝      |
| 1935年（第12回大会） | 岐阜商（4年連続4度目）   | 準決勝   | ○ 3 - 2 愛知商（愛知）   | 延長10回             | 優勝      |
| 1935年（第12回大会） | 岐阜商（4年連続4度目）   | 決勝     | ○ 1 - 0 広陵中（広島）   |                      | 優勝      |
| 1936年（第13回大会） | 岐阜商（5年連続5度目）   | 1回戦    | ○ 3 - 2 広島商（広島）   |                      | 2回戦敗退 |
| 1936年（第13回大会） | 岐阜商（5年連続5度目）   | 2回戦    | ● 0 - 2 松山商（愛媛）   |                      | 2回戦敗退 |
| 1937年（第14回大会） | 岐阜商（6年連続6回目）   | 1回戦    | ○ 5 - 2 愛知商（愛知）   |                      | ベスト8   |
| 1937年（第14回大会） | 岐阜商（6年連続6回目）   | 2回戦    | ○ 5 - 3 滝川中（兵庫）   |                      | ベスト8   |
| 1937年（第14回大会） | 岐阜商（6年連続6回目）   | 準々決勝 | ● 2 - 7 東邦商（愛知）   |                      | ベスト8   |
| 1938年（第15回大会） | 岐阜商（7年連続7回目）   | 2回戦    | ○ 6 - 1 福岡工（福岡）   |                      | ベスト4   |
| 1938年（第15回大会） | 岐阜商（7年連続7回目）   | 準々決勝 | ○ 3 - 0 甲陽中（兵庫）   |                      | ベスト4   |
| 1938年（第15回大会） | 岐阜商（7年連続7回目）   | 準決勝   | ● 2 - 6 東邦商（愛知）   |                      | ベスト4   |
| 1939年（第16回大会） | 岐阜商（8年連続8回目）   | 2回戦    | ○ 1 - 0 下関商（山口）   |                      | 準優勝    |
| 1939年（第16回大会） | 岐阜商（8年連続8回目）   | 準々決勝 | ○ 4 - 1 平安中（京都）   |                      | 準優勝    |
| 1939年（第16回大会） | 岐阜商（8年連続8回目）   | 準決勝   | ○ 6 - 5 中京商（愛知）   | 延長13回             | 準優勝    |
| 1939年（第16回大会） | 岐阜商（8年連続8回目）   | 決勝     | ● 2 - 7 東邦商（愛知）   |                      | 準優勝    |
| 1940年（第17回大会） | 岐阜商（9年連続9回目）   | 2回戦    | ○ 10 - 0 日新商（大阪）  |                      | 優勝      |
| 1940年（第17回大会） | 岐阜商（9年連続9回目）   | 準々決勝 | ○ 4 - 0 島田商（静岡）   |                      | 優勝      |
| 1940年（第17回大会） | 岐阜商（9年連続9回目）   | 準決勝   | ○ 9 - 0 福岡工（福岡）   |                      | 優勝      |
| 1940年（第17回大会） | 岐阜商（9年連続9回目）   | 決勝     | ○ 2 - 0 京都商（京都）   |                      | 優勝      |
| 1941年（第18回大会） | 岐阜商（10年連続10回目） | 1回戦    | ○ 3 - 2 福岡工（福岡）   |                      | ベスト4   |
| 1941年（第18回大会） | 岐阜商（10年連続10回目） | 準々決勝 | ○ 2x - 1 滝川中（兵庫）  | 延長14回             | ベスト4   |
| 1941年（第18回大会） | 岐阜商（10年連続10回目） | 準決勝   | ● 2 - 12 一宮中（愛知）  |                      | ベスト4   |
| 1947年（第19回大会） | 岐阜商（6年ぶり11回目）  | 2回戦    | ○ 5 - 3 天王寺中（大阪） |                      | ベスト8   |
| 1947年（第19回大会） | 岐阜商（6年ぶり11回目）  | 準々決勝 | ● 1 - 2 小倉中（福岡）   |                      | ベスト8   |

### 選抜高等学校野球大会
| 年度（大会）         | 代表校                     | 試合結果 | 試合結果                      | 備考     | 成績      |
| -------------------- | -------------------------- | -------- | ----------------------------- | -------- | --------- |
| 1948年（第20回大会） | 岐阜商（2年連続12回目）    | 1回戦    | ● 2 - 14 田辺中（和歌山）     |          | 1回戦敗退 |
| 1949年（第21回大会） | 岐阜商（3年連続13回目）    | 1回戦    | ○ 7 - 2 大分一（大分）        |          | ベスト4   |
| 1949年（第21回大会） | 岐阜商（3年連続13回目）    | 準々決勝 | ○ 7 - 2 徳島商（徳島）        |          | ベスト4   |
| 1949年（第21回大会） | 岐阜商（3年連続13回目）    | 準決勝   | ● 2 - 3 北野（大阪）          |          | ベスト4   |
| 1950年（第22回大会） | 長良（4年連続14回目）      | 1回戦    | ○ 5 - 3 市岡（大阪）          |          | ベスト4   |
| 1950年（第22回大会） | 長良（4年連続14回目）      | 準々決勝 | ○ 3 - 2 桐生（群馬）          |          | ベスト4   |
| 1950年（第22回大会） | 長良（4年連続14回目）      | 準決勝   | ● 9 - 13 高知商（高知）       |          | ベスト4   |
| 1951年（第23回大会） | 長良（5年連続15回目）      | 1回戦    | ● 0 - 2 中京商（愛知）        |          | 1回戦敗退 |
| 1955年（第27回大会） | 岐阜（初出場）             | 1回戦    | ● 0 - 1 高田（奈良）          |          | 1回戦敗退 |
| 1956年（第28回大会） | 岐阜商（5年ぶり16回目）    | 1回戦    | ○ 2 - 1 広島商（広島）        |          | 準優勝    |
| 1956年（第28回大会） | 岐阜商（5年ぶり16回目）    | 2回戦    | ○ 3 - 0 鹿児島玉龍（鹿児島）  |          | 準優勝    |
| 1956年（第28回大会） | 岐阜商（5年ぶり16回目）    | 準々決勝 | ○ 4 - 0 県尼崎（兵庫）        |          | 準優勝    |
| 1956年（第28回大会） | 岐阜商（5年ぶり16回目）    | 準決勝   | ○ 3 - 1 八戸（青森）          |          | 準優勝    |
| 1956年（第28回大会） | 岐阜商（5年ぶり16回目）    | 決勝     | ● 0 - 4 中京商（愛知）        |          | 準優勝    |
| 1957年（第29回大会） | 岐阜商（2年連続17回目）    | 2回戦    | ○ 1 - 0 山城（京都）          |          | ベスト8   |
| 1957年（第29回大会） | 岐阜商（2年連続17回目）    | 準々決勝 | ● 0 - 1x 久留米商（福岡）     | 延長10回 | ベスト8   |
| 1958年（第30回大会） | 多治見工（初出場）         | 2回戦    | ● 0 - 1 熊本工（熊本）        |          | 2回戦敗退 |
| 1959年（第31回大会） | 岐阜商（2年ぶり18回目）    | 1回戦    | ○ 9 - 0 日大二（東京）        |          | 準優勝    |
| 1959年（第31回大会） | 岐阜商（2年ぶり18回目）    | 2回戦    | ○ 6 - 4 戸畑（福岡）          |          | 準優勝    |
| 1959年（第31回大会） | 岐阜商（2年ぶり18回目）    | 準々決勝 | ○ 2 - 0 浪華商（大阪）        |          | 準優勝    |
| 1959年（第31回大会） | 岐阜商（2年ぶり18回目）    | 準決勝   | ○ 6 - 1 長崎南山（長崎）      | 延長12回 | 準優勝    |
| 1959年（第31回大会） | 岐阜商（2年ぶり18回目）    | 決勝     | ● 2 - 3 中京商（愛知）        |          | 準優勝    |
| 1962年（第34回大会） | 岐阜（7年ぶり2回目）       | 2回戦    | ○ 5 - 3 桐蔭（和歌山）        | 延長10回 | ベスト8   |
| 1962年（第34回大会） | 岐阜（7年ぶり2回目）       | 準々決勝 | ● 0 - 6 中京商（愛知）        |          | ベスト8   |
| 1962年（第34回大会） | 岐阜商（3年ぶり19回目）    | 1回戦    | ○ 3 - 0 高田商（奈良）        |          | 2回戦敗退 |
| 1962年（第34回大会） | 岐阜商（3年ぶり19回目）    | 2回戦    | ● 0 - 3 鎌倉学園（神奈川）    |          | 2回戦敗退 |
| 1964年（第36回大会） | 岐阜東（初出場）           | 1回戦    | ● 1 - 7 安芸（高知）          |          | 1回戦敗退 |
| 1965年（第37回大会） | 岐阜短大付（初出場）       | 1回戦    | ● 0 - 4 東農大二（群馬）      |          | 1回戦敗退 |
| 1967年（第39回大会） | 岐阜商（5年ぶり20回目）    | 2回戦    | ○ 1 - 0 明星（大阪）          |          | ベスト8   |
| 1967年（第39回大会） | 岐阜商（5年ぶり20回目）    | 準々決勝 | ● 0 - 2 津久見（大分）        |          | ベスト8   |
| 1969年（第41回大会） | 岐阜商（2年ぶり21回目）    | 2回戦    | ○ 5 - 2 比叡山（滋賀）        |          | ベスト8   |
| 1969年（第41回大会） | 岐阜商（2年ぶり21回目）    | 準々決勝 | ● 3 - 9 博多工（福岡）        |          | ベスト8   |
| 1970年（第42回大会） | 岐阜短大付（5年ぶり2回目） | 1回戦    | ○ 3 - 0 真和志（沖縄）        |          | ベスト8   |
| 1970年（第42回大会） | 岐阜短大付（5年ぶり2回目） | 2回戦    | ○ 14 - 5 天理（奈良）         |          | ベスト8   |
| 1970年（第42回大会） | 岐阜短大付（5年ぶり2回目） | 準々決勝 | ● 3 - 4 北陽（大阪）          |          | ベスト8   |
| 1971年（第43回大会） | 県岐阜商（2年ぶり22回目）  | 1回戦    | ○ 2 - 0 津久見（大分）        |          | 2回戦敗退 |
| 1971年（第43回大会） | 県岐阜商（2年ぶり22回目）  | 2回戦    | ● 2 - 3 木更津中央（千葉）    |          | 2回戦敗退 |
| 1973年（第45回大会） | 中京商（初出場）           | 1回戦    | ● 2 - 3 天理（奈良）          |          | 1回戦敗退 |
| 1974年（第46回大会） | 長良（初出場）             | 1回戦    | ● 1 - 8 境（鳥取）            |          | 1回戦敗退 |
| 1976年（第48回大会） | 県岐阜商（5年ぶり23回目）  | 1回戦    | ● 4 - 7 東洋大姫路（兵庫）    |          | 1回戦敗退 |
| 1977年（第49回大会） | 県岐阜商（2年連続24回目）  | 1回戦    | ○ 5 - 0 米子東（鳥取）        |          | ベスト8   |
| 1977年（第49回大会） | 県岐阜商（2年連続24回目）  | 2回戦    | ○ 4 - 0 清水東（静岡）        |          | ベスト8   |
| 1977年（第49回大会） | 県岐阜商（2年連続24回目）  | 準々決勝 | ● 3 - 7 箕島（和歌山）        |          | ベスト8   |
| 1978年（第50回大会） | 岐阜（16年ぶり3回目）      | 1回戦    | ○ 9 - 4 吉備（和歌山）        |          | 2回戦敗退 |
| 1978年（第50回大会） | 岐阜（16年ぶり3回目）      | 2回戦    | ● 0 - 7 桐生（群馬）          |          | 2回戦敗退 |
| 1979年（第51回大会） | 中京商（6年ぶり2回目）     | 1回戦    | ● 4 - 6 PL学園（大阪）        |          | 1回戦敗退 |
| 1981年（第53回大会） | 中京商（2年ぶり3回目）     | 1回戦    | ○ 4 - 3 比叡山（滋賀）        |          | 2回戦敗退 |
| 1981年（第53回大会） | 中京商（2年ぶり3回目）     | 2回戦    | ● 2 - 3 倉吉北（鳥取）        |          | 2回戦敗退 |
| 1983年（第55回大会） | 岐阜第一（13年ぶり3回目）  | 1回戦    | ○ 5 - 3 尽誠学園（香川）      |          | 2回戦敗退 |
| 1983年（第55回大会） | 岐阜第一（13年ぶり3回目）  | 2回戦    | ● 1 - 10 池田（徳島）         |          | 2回戦敗退 |
| 1989年（第61回大会） | 県岐阜商（12年ぶり25回目） | 1回戦    | ● 6 - 7 西条（愛媛）          |          | 1回戦敗退 |
| 1995年（第67回大会） | 県岐阜商（6年ぶり26回目）  | 1回戦    | ● 2 - 15 東海大相模（神奈川） |          | 1回戦敗退 |
| 2001年（第73回大会） | 岐阜第一（18年ぶり4回目）  | 2回戦    | ● 2 - 7 宜野座（沖縄）        |          | 2回戦敗退 |
| 2003年（第75回大会） | 中京（22年ぶり4回目）      | 2回戦    | ○ 8 - 5 延岡学園（宮崎）      |          | 3回戦敗退 |
| 2003年（第75回大会） | 中京（22年ぶり4回目）      | 3回戦    | ● 2 - 3 平安（京都）          |          | 3回戦敗退 |
| 2006年（第78回大会） | 岐阜城北（初出場）         | 1回戦    | ○ 2 - 1 一関学院（岩手）      |          | ベスト4   |
| 2006年（第78回大会） | 岐阜城北（初出場）         | 2回戦    | ○ 10 - 7 智弁和歌山（和歌山） |          | ベスト4   |
| 2006年（第78回大会） | 岐阜城北（初出場）         | 準々決勝 | ○ 4 - 0 神港学園（兵庫）      |          | ベスト4   |
| 2006年（第78回大会） | 岐阜城北（初出場）         | 準決勝   | ● 4 - 12 横浜（神奈川）       |          | ベスト4   |
| 2007年（第79回大会） | 中京（4年ぶり5回目）       | 1回戦    | ● 4 - 5 千葉経大付（千葉）    |          | 1回戦敗退 |
| 2007年（第79回大会） | 大垣日大（希望枠・初出場） | 1回戦    | ○ 7 - 4 北大津（滋賀）        |          | 準優勝    |
| 2007年（第79回大会） | 大垣日大（希望枠・初出場） | 2回戦    | ○ 4 - 1 都城泉ヶ丘（宮崎）    |          | 準優勝    |
| 2007年（第79回大会） | 大垣日大（希望枠・初出場） | 準々決勝 | ○ 9 - 1 関西（岡山）          |          | 準優勝    |
| 2007年（第79回大会） | 大垣日大（希望枠・初出場） | 準決勝   | ○ 5 - 4 帝京（東京）          |          | 準優勝    |
| 2007年（第79回大会） | 大垣日大（希望枠・初出場） | 決勝     | ● 5 - 6 常葉菊川（静岡）      |          | 準優勝    |
| 2010年（第82回大会） | 大垣日大（3年ぶり2回目）   | 1回戦    | ○ 3x - 2 川島（徳島）         | 延長10回 | ベスト4   |
| 2010年（第82回大会） | 大垣日大（3年ぶり2回目）   | 2回戦    | ○ 6 - 2 大阪桐蔭（大阪）      |          | ベスト4   |
| 2010年（第82回大会） | 大垣日大（3年ぶり2回目）   | 準々決勝 | ○ 10 - 1 北照（北海道）       |          | ベスト4   |
| 2010年（第82回大会） | 大垣日大（3年ぶり2回目）   | 準決勝   | ● 0 - 10 興南（沖縄）         |          | ベスト4   |
| 2011年（第83回大会） | 大垣日大（2年連続3回目）   | 1回戦    | ○ 7 - 0 東北（宮城）          |          | 2回戦敗退 |
| 2011年（第83回大会） | 大垣日大（2年連続3回目）   | 2回戦    | ● 5 - 13 東海大相模（神奈川） |          | 2回戦敗退 |
| 2013年（第85回大会） | 県岐阜商（18年ぶり27回目） | 2回戦    | ○ 8 - 3 花咲徳栄（埼玉）      |          | ベスト8   |
| 2013年（第85回大会） | 県岐阜商（18年ぶり27回目） | 3回戦    | ○ 5 - 4 大阪桐蔭（大阪）      |          | ベスト8   |
| 2013年（第85回大会） | 県岐阜商（18年ぶり27回目） | 準々決勝 | ● 3 - 6 済美（愛媛）          |          | ベスト8   |
| 2015年（第87回大会） | 県岐阜商（2年ぶり28回目）  | 1回戦    | ○ 4 - 1 松商学園（長野）      |          | ベスト8   |
| 2015年（第87回大会） | 県岐阜商（2年ぶり28回目）  | 2回戦    | ○ 3 - 0 近江（滋賀）          |          | ベスト8   |
| 2015年（第87回大会） | 県岐阜商（2年ぶり28回目）  | 準々決勝 | ● 0 - 5 浦和学院（埼玉）      |          | ベスト8   |
| 2017年（第89回大会） | 多治見（21世紀枠・初出場） | 1回戦    | ● 0 - 21 報徳学園（兵庫）     |          | 1回戦敗退 |
| 2020年（第92回大会） | 県岐阜商（5年ぶり29回目）  | （中止） | （中止）                      | 交流試合 | 交流試合  |
| 2021年（第93回大会） | 県岐阜商（2年連続30回目）  | 1回戦    | ● 0 - 1x 市和歌山（和歌山）   |          | 1回戦敗退 |
| 2022年（第94回大会） | 大垣日大（11年ぶり4回目）  | 1回戦    | ○ 6 - 1 只見（福島）          |          | 2回戦敗退 |
| 2022年（第94回大会） | 大垣日大（11年ぶり4回目）  | 2回戦    | ● 2 - 6 星稜（石川）          |          | 2回戦敗退 |
| 2023年（第95回大会） | 大垣日大（2年連続5回目）   | 1回戦    | ● 3 - 4 沖縄尚学（沖縄）      |          | 1回戦敗退 |
| 2025年（第97回大会） | 大垣日大（2年ぶり6回目）   | 1回戦    | ● 0 - 6 西日本短大付（福岡）  |          | 1回戦敗退 |

## 通算成績
| 出場 | 試合 | 勝利 | 敗戦 | 引分 | 勝率 | 優勝 | 準優勝 | ベスト4 | ベスト8 |
| ---- | ---- | ---- | ---- | ---- | ---- | ---- | ------ | ------- | ------- |
| 53   | 117  | 67   | 49   | 1    | .578 | 3    | 4      | 6       | 10      |

## 学校別成績
| 校名     | 出場 | 勝敗        | 直近出場 | 最高成績  | 前身校      |
| -------- | ---- | ----------- | -------- | --------- | ----------- |
| 県岐阜商 | 30回 | 48勝26敗1分 | 2021年   | 優勝3回   | 岐阜商→長良 |
| 大垣日大 | 6回  | 9勝6敗      | 2025年   | 準優勝1回 |             |
| 中京     | 5回  | 2勝5敗      | 2007年   | 3回戦     | 中京商→中京 |
| 岐阜第一 | 4回  | 3勝4敗      | 2000年   | ベスト8   | 岐阜短大付  |
| 岐阜     | 3回  | 2勝3敗      | 1978年   | ベスト8   | 岐阜一      |
| 岐阜城北 | 1回  | 3勝1敗      | 2006年   | ベスト4   |             |
| 長良     | 1回  | 0勝1敗      | 1974年   | 初戦敗退  |             |
| 岐阜東   | 1回  | 0勝1敗      | 1964年   | 初戦敗退  |             |
| 多治見工 | 1回  | 0勝1敗      | 1958年   | 初戦敗退  |             |
| 多治見   | 1回  | 0勝1敗      | 2017年   | 初戦敗退  |             |